# Ie ni kaeru to tsuma ga kanarazu shinda furi wo shite imasu.
Ie ni kaeru to tsuma ga kanarazu shinda furi wo shite imasu. (家に帰ると妻が必ず死んだふりをしています。) é um filme japonês do género comédia romântica, realizado por Toshio Lee e escrito por Fumi Tsubota, com base num relato pessoal de um utilizador na versão japonesa do sítio Yahoo!. Foi protagonizado por Nana Eikura e Ken Yasuda, e estreou-se no Japão a 8 de junho de 2018.

## Elenco
- Nana Eikura como Chie Kagami
- Ken Yasuda como Jun Kagami
- Ryohei Otani como Soma Sano
- Sumika Nono como Yumiko Sano
- Kazuyuki Asano como Kanbara
- Yukijiro Hotaru como Shinichi
- Toru Shinagawa como Yokoyama